# Campeonato Europeu de Futebol Sub-21 de 2013
O Campeonato Europeu de Futebol Sub-21 de 2013 foi a 19ª edição Campeonato Europeu de Futebol Sub-21. Em Janeiro de 2011 foi anunciado o Israel como país sede da fase final do torneio.

## Qualificacão
O sorteio para a fase de grupos foi realizado dia 3 de fevereiro em Nyon na Suiça. 52 seleções participam da fase de qualificação. A fase de grupos do grupo de qualificação começou dia 25 de março de 2011. São um total de dez grupos com seis times cada.

### Equipes qualificadas
- Inglaterra
- Alemanha
- Israel
- Itália
- Países Baixos
- Noruega
- Rússia
- Espanha

## Sedes
A competição foi disputada em quatro sedes: Jerusalém (Estádio Teddy Kollek), Netanya (Estádio Netanya), Petah Tikva (Estádio HaMoshava) e Tel Aviv (Estádio Bloomfield).
| Jerusalém            | Jerusalém Netanya Petah Tikva Tel Aviv | Netanya            |
| -------------------- | -------------------------------------- | ------------------ |
| Estádio Teddy Kollek | Jerusalém Netanya Petah Tikva Tel Aviv | Estádio Netanya    |
| Capacidade: 31 733   | Jerusalém Netanya Petah Tikva Tel Aviv | Capacidade: 13 610 |
|                      | Jerusalém Netanya Petah Tikva Tel Aviv |                    |
| Petah Tikva          | Jerusalém Netanya Petah Tikva Tel Aviv | Tel Aviv           |
| Estádio HaMoshava    | Jerusalém Netanya Petah Tikva Tel Aviv | Estádio Bloomfield |
| Capacidade: 11 500   | Jerusalém Netanya Petah Tikva Tel Aviv | Capacidade: 14 413 |
|                      | Jerusalém Netanya Petah Tikva Tel Aviv |                    |

## Arbitragem
Em dezembro de 2012, foram anunciados os seis árbitros que atuarão na competição:
- CRO Ivan Bebek
- UKR Serhiy Boiko
- FRA Antony Gautier
- POL Pawel Gil
- ROU Ovidiu Haţegan
- SVN Matej Jug

## Sorteio
O sorteio da fase final ocorreu dia 28 de novembro de 2012 em Tel Aviv.
| Pote A             | Pote B                       | Pote C                                 |
| ------------------ | ---------------------------- | -------------------------------------- |
| - Israel - Espanha | - Inglaterra - Países Baixos | - Itália - Alemanha - Rússia - Noruega |

## Fase de Grupos

### Grupo A
| Equipe     | Pts | J | V | E | D | GP | GC | SG |
| ---------- | --- | - | - | - | - | -- | -- | -- |
| Itália     | 7   | 3 | 2 | 1 | 0 | 6  | 1  | +5 |
| Noruega    | 5   | 3 | 1 | 2 | 0 | 6  | 4  | +2 |
| Israel     | 4   | 3 | 1 | 1 | 1 | 3  | 6  | –3 |
| Inglaterra | 0   | 3 | 0 | 0 | 3 | 1  | 5  | –4 |

| 5 de junho | Israel                          | 2 – 2     | Noruega                    | Netanya Municipal Stadium, Netanya     |
| 18:00      | Biton 16' (pen.) · Turgeman 71' | Relatório | Pedersen 24' · Singh 90+1' | Público: 10 850 Árbitro: POL Pawel Gil |

| 5 de junho | Inglaterra | 0 – 1     | Itália      | Bloomfield, Tel Aviv                        |
| 20:30      |            | Relatório | Insigne 79' | Público: 10 660 Árbitro: FRA Antony Gautier |

| 8 de junho | Inglaterra        | 1 – 3     | Noruega                                        | Ha Moshava, Petah Tikva                  |
| 18:00      | Dawson 57' (pen.) | Relatório | Semb Berge 15' · Berget 34' · Wolff Eikrem 52' | Público: 6 150 Árbitro: UKR Serhiy Boiko |

| 8 de junho | Itália                                            | 4 – 0     | Israel | Bloomfield, Tel Aviv                        |
| 20:30      | Saponara 18' · Gabbiadini 42', 53' · Florenzi 71' | Relatório |        | Público: 13 750 Árbitro: ROU Ovidiu Hațegan |

| 11 de junho | Israel    | 1 – 0     | Inglaterra | Itztadion Teddy, Jerusalém                |
| 18:00       | Kriaf 80' | Relatório |            | Público: 22 183 Árbitro: UKR Serhiy Boiko |

| 11 de junho | Noruega               | 1 – 1     | Itália           | Bloomfield, Tel Aviv                   |
| 18:00       | Strandberg 90' (pen.) | Relatório | Bertolacci 90+4' | Público: 7 130 Árbitro: CRO Ivan Bebek |

### Grupo B
| Equipe        | Pts | J | V | E | D | GP | GC | SG |
| ------------- | --- | - | - | - | - | -- | -- | -- |
| Espanha       | 9   | 3 | 3 | 0 | 0 | 5  | 0  | +5 |
| Países Baixos | 6   | 3 | 2 | 0 | 1 | 8  | 6  | +2 |
| Alemanha      | 3   | 3 | 1 | 0 | 2 | 4  | 3  | –1 |
| Rússia        | 0   | 3 | 0 | 0 | 3 | 2  | 8  | –6 |

| 6 de junho | Espanha    | 1 – 0     | Rússia | Itztadion Teddy, Jerusalém            |
| 18:00      | Morata 82' | Relatório |        | Público: 8 127 Árbitro: SVN Matej Jug |

| 6 de junho | Países Baixos                       | 3 – 2     | Alemanha                     | Ha Moshava, Petah Tikva                |
| 20:30      | Maher 24' · Wijnaldum 38' · Fer 90' | Relatório | Rudy 47' (pen.) · Holtby 81' | Público: 7 664 Árbitro: CRO Ivan Bebek |

| 9 de junho | Países Baixos                                                   | 5 – 1     | Rússia        | Itztadion Teddy, Jerusalém                 |
| 18:00      | Wijnaldum 38' · De Jong 61' · John 69' · Hoesen 83' · Fer 90+2' | Relatório | Cheryshev 65' | Público: 8 589 Árbitro: FRA Antony Gautier |

| 9 de junho | Alemanha | 0 – 1     | Espanha    | Netanya Municipal Stadium, Netanya     |
| 20:30      |          | Relatório | Morata 86' | Público: 11 750 Árbitro: POL Pawel Gil |

| 12 de junho | Espanha                            | 3 – 0     | Países Baixos | Ha Moshava, Petah Tikva                     |
| 18:00       | Morata 26' · Isco 32' · Álvaro 90' | Relatório |               | Público: 10 024 Árbitro: ROU Ovidiu Haţegan |

| 12 de junho | Rússia       | 1 – 2     | Alemanha                       | Netanya Municipal Stadium, Netanya    |
| 18:00       | Dzagoyev 22' | Relatório | Herrmann 34' · Rudy 69' (pen.) | Público: 9 500 Árbitro: SVN Matej Jug |

## Fase Final
|  | Semifinal                 | Semifinal |   |  | Final                   | Final |  |
|  |                           |           |   |  |                         |       |  |
|  | 15 de junho – Petah Tikva |           |   |  |                         |       |  |
|  | Itália                    | 1         |   |  |                         |       |  |
|  | Países Baixos             | 0         |   |  |                         |       |  |
|  |                           |           |   |  |                         |       |  |
|  |                           |           |   |  | 18 de junho – Jerusalém |       |  |
|  |                           |           |   |  | Itália                  | 2     |  |
|  |                           | Espanha   | 4 |  |                         |       |  |
|  |                           |           |   |  |                         |       |  |
|  |                           |           |   |  |                         |       |  |
|  |                           |           |   |  |                         |       |  |
|  | 15 de junho – Netanya     |           |   |  |                         |       |  |
|  | Espanha                   | 3         |   |  |                         |       |  |
|  | Noruega                   | 0         |   |  |                         |       |  |

### Semifinais
| 15 de junho | Espanha                                 | 3 – 0     | Noruega | Netanya Municipal Stadium, Netanya        |
| 18:30       | Rodrigo 45+1' · Isco 87' · Morata 90+3' | Relatório |         | Público: 12 048 Árbitro: UKR Serhiy Boiko |

| 15 de junho | Itália     | 1 – 0     | Países Baixos | Ha Moshava, Petah Tikva                     |
| 21:30       | Borini 78' | Relatório |               | Público: 10 123 Árbitro: ROU Ovidiu Haţegan |

### Final
| 18 de junho | Itália                    | 2 – 4     | Espanha                                                | Teddy Stadium, Jerusalém               |
| 19:00       | Immobile 10' · Borini 80' | Relatório | Thiago Alcântara 6', 31', 38' (pen.) · Isco 66' (pen.) | Público: 29 300 Árbitro: SVN Matej Jug |

## Premiação
| Campeonato Europeu de Futebol Sub-21 de 2013 |
| Espanha                                      |
| -------------------------------------------- |
| Espanha Campeão (4º título)                  |

| Chuteira de Ouro     | Chuteira de Prata    | Chuteira de Bronze |
| -------------------- | -------------------- | ------------------ |
| ESP Álvaro Morata    | ESP Thiago Alcántara | ESP Isco           |
| Melhor Jogador       |                      |                    |
| ESP Thiago Alcántara |                      |                    |

### Equipe do torneio
| Posição    | Jogador             | Seleção       |
| ---------- | ------------------- | ------------- |
| Goleiro    | Francesco Bardi     | Itália        |
| Goleiro    | David de Gea        | Espanha       |
| Goleiro    | Ørjan Nyland        | Noruega       |
| Defensores | Marc Bartra         | Espanha       |
| Defensores | Luca Caldirola      | Itália        |
| Defensores | Iñigo Martínez      | Espanha       |
| Defensores | Bruno Martins Indi  | Países Baixos |
| Defensores | Martín Montoya      | Espanha       |
| Defensores | Alberto Moreno      | Espanha       |
| Defensores | Stefan Strandberg   | Noruega       |
| Meias      | Alan Dzagoyev       | Rússia        |
| Meias      | Lewis Holtby        | Alemanha      |
| Meias      | Asier Illarramendi  | Espanha       |
| Meias      | Isco                | Espanha       |
| Meias      | Koke                | Espanha       |
| Meias      | Adam Maher          | Países Baixos |
| Meias      | Thiago Alcántara    | Espanha       |
| Meias      | Marco Verratti      | Itália        |
| Atacantes  | Fabio Borini        | Itália        |
| Atacantes  | Luuk de Jong        | Países Baixos |
| Atacantes  | Álvaro Morata       | Espanha       |
| Atacantes  | Rodrigo Moreno      | Espanha       |
| Atacantes  | Georginio Wijnaldum | Países Baixos |

Fonte:

## Artilharia
4 gols
| - Morata |

3 gols
- Isco
- Thiago Alcântara

2 gols
| - Sebastian Rudy - Manolo Gabbiadini | - Fabio Borini - Georginio Wijnaldum | - Leroy Fer |

1 gol
| - Craig Dawson - Lewis Holtby - Patrick Herrmann - Alon Turgeman - Nir Biton - Ofir Kriaf - Alessandro Florenzi - Andrea Bertolacci - Ciro Immobile | - Lorenzo Insigne - Riccardo Saponara - Adam Maher - Danny Hoesen - Luuk de Jong - Ola John - Fredrik Semb Berge - Harmeet Singh | - Jo Inge Berget - Magnus Wolff Eikrem - Marcus Pedersen - Stefan Strandberg - Alan Dzagoyev - Denis Cheryshev - Álvaro Vázquez - Rodrigo |